# Uloma obscurina
Uloma obscurina – gatunek chrząszcza z rodziny czarnuchowatych i podrodziny Tenebrioninae.
Gatunek ten został opisany w 1962 roku przez Paula Ardoin, który jako miejsce typowe wskazał N'Kongsambę.
Wierzch przedplecza i pokryw jednolicie ciemny. Przód przedplecza samców bez jakichkolwiek wgłębień. Pokrywy jajowate. Ostatni widoczny sternit odwłoka nieobrzeżony. Wierzchołkowa część edeagusa krótka i ścięta na wierzchołku.
Chrząszcz afrotropikalny, znany z Gwinei, Kamerunu i Konga.